# Кайск (посёлок)
Кайск — посёлок в Варнавинском районе Нижегородской области. Входит в состав Восходовского сельсовета.

## География
Находится на севере Нижегородской области на расстоянии приблизительно 24 километров (по прямой) на запад от поселка Варнавино, административного центра района у железнодорожной линии Сухобезводное-Лапшанга (к востоку от железнодорожных путей).

## История
Поселок возник в связи с строительством одного из учреждений пенитенциарной системы, находящегося на западной окраине соседнего поселка Черёмушки (ЛИУ №10 - лечебно-исправительное учреждение для содержания и амбулаторного лечения осужденных, больных открытой формой туберкулеза). Название дано по близлежащей деревне, находящейся несколько южнее.

## Население
Постоянное население составляло 4 человека (русские 100%) в 2002 году, 0 в 2010.